# Scotinotylus patellatus
Scotinotylus patellatus là một loài nhện trong họ Linyphiidae.
Loài này thuộc chi Scotinotylus. Scotinotylus patellatus được James Henry Emerton miêu tả năm 1917.